# Kepler-90
Kepler-90 és una nana groga situada a uns 2.545 anys-llum de la Terra (780 PC) de la constel·lació del Dragó. És notable per tenir un sistema planetari que tingui un nombre igual de planetes observats al Sistema Solar.
El 14 de desembre de 2017, la NASA i Google van anunciar el descobriment d'un vuitè planeta, Kepler-90i, en el sistema Kepler-90: el descobriment es va fer amb un nou mètode d'aprenentatge automàtic desenvolupat per Google.

## Nomenclatura i història
Abans de l'observació de Kepler, Kepler-90 tenia el número de catàleg 2MASS 2MASS J18574403 + 4918185. Té la designació de KIC 11442793 al Kepler Input Catalog, i es va atorgar el número Kepler Object of Interest de KOI-351 quan es va trobar que tenia un candidat a un planeta de trànsit.
El company planetari de la estrella va ser descobert per la Missió Kepler de la NASA, una missió encaminada a descobrir els planetes en trànsit al voltant de les seves estrelles. El mètode de trànsit que utilitza Kepler implica la detecció de caigudes en la brillantor de les estrelles. Aquestes caigudes en la brillantor es poden interpretar com a planetes les òrbites de les quals es mouen davant de les seves estrelles des de la perspectiva de la Terra. El nom Kepler-90 deriva directament del fet que l'estrella és l'estrella 90 catalogada descoberta per Kepler per tenir planetes confirmats.
La designació b, c, d, e, f, g, h, i i deriva de l'ordre del descobriment. La designació de b es dona al primer planeta que orbita una estrella determinada, seguida de les altres lletres minúscules de l'alfabet. En el cas de Kepler-90, hi ha vuit planetes descoberts, de manera que s'utilitzen denominacions fins a i.

## Característiques estel·lars
Kepler-90 és una estrella de tipus G que és aproximadament el 120% de la massa i el radi del Sol. Té una temperatura superficial de 6080 K i una edat estimada d'uns 2.000 milions d'anys. En comparació, el Sol té uns 4.600 milions d'anys i té una temperatura superficial de 5778 K.
La magnitud aparent de l'estrella, o la brillantor que apareix des de la perspectiva de la Terra, és 14. Per tant, és massa feble per veure's a simple vista.

## Sistema planetari
Kepler-90 es destaca per la similitud de la configuració del seu sistema planetari amb la del Sistema Solar, en què els planetes rocosos estan més a prop de l'estrella i els gegants gasosos més allunyats. Els sis planetes interns són súper-Terres o mini-Neptuns a causa de la seva mida. Dos dels planetes exteriors són gegants gasosos. El planeta penúltim conegut gira al voltant de la seva estrella amfitriona a gairebé la mateixa distància que la Terra del Sol. El planeta més extern encara no s'ha investigat per complet.
Kepler-90 es va utilitzar per provar el mètode de confirmació "validació per multiplicitat" per als planetes Kepler. Sis planetes interns van complir tots els requisits per a la confirmació. El penúltim planeta mostrava variacions de temps de trànsit, el que indica que també és un planeta real.
El sistema Kepler-90 és l'únic sistema candidat a vuit planetes de Kepler, i el segon que es va descobrir després del Sistema Solar. També va ser l'únic sistema candidat de set planetes de Kepler abans que es descobrís el vuitè en 2017, i un dels dos sistemes totals de set planetes, juntament amb TRAPPIST-1. A més, els sis planetes interiors varien en grandària des del de la Terra fins al més petit que Neptú, i els dos planetes exteriors tenen la mida de gegants gasosos. Tots els vuit candidats planetaris coneguts orbiten dins d'1 ua de Kepler-90. Una prova d'estabilitat de Hill i una integració orbital del sistema mostren que és estable.

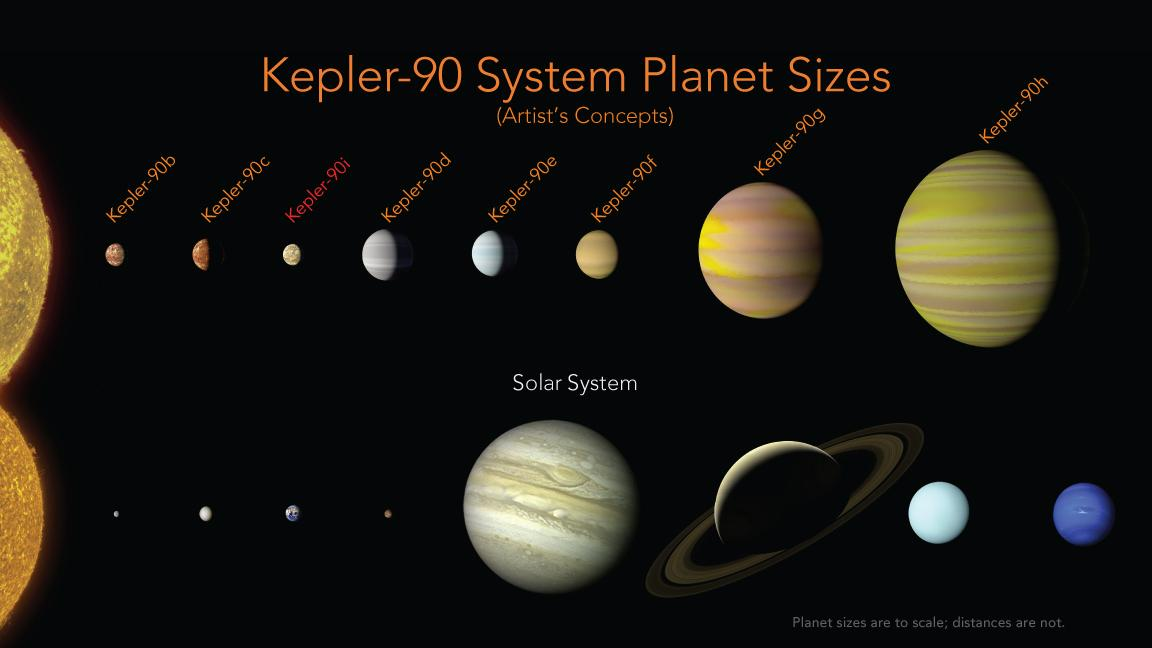
Sistema exoplanetari de Kepler-90 en comparació amb el Sistema Solar

| Companya (per ordre des de l'estrella) | Massa   | Semieix major (ua) | Període orbital (day) | Excentricitat | Inclinació | Radi     |
| -------------------------------------- | ------- | ------------------ | --------------------- | ------------- | ---------- | -------- |
| b                                      | —       | 0.074 ± 0.016      | 7.008151              | —             | —°         | 1.31 R⊕  |
| c                                      | —       | 0.089 ± 0.012      | 8.719375              | —             | —°         | 1.18 R⊕  |
| i                                      | —       | 0.1234             | 14.44912              | —             | —°         | 1.32 R⊕  |
| d                                      | —       | 0.32 ± 0.05        | 59.73667              | —             | —°         | 2.88 R⊕. |
| e                                      | —       | 0.42 ± 0.06        | 91.93913              | —             | —°         | 2.67 R⊕  |
| f                                      | —       | 0.48 ± 0.09        | 124.9144              | 0.01          | —°         | 2.89 R⊕  |
| g                                      | <0.8 MJ | 0.71 ± 0.08        | 210.60697             | —             | —°         | 8.13 R⊕  |
| h                                      | <1.2 MJ | 1.01 ± 0.11        | 331.60059             | —             | —°         | 11.32 R⊕ |

### Ressonàncies properes
Els vuit planetes coneguts de Kepler-90 tenen períodes propis d'estar en relacions de proporció íntegra amb els períodes d'altres planetes; és a dir, que estan a prop d'estar en ressonància orbital. Les relacions de període b:c, c:i i i:d es troben prop de 4:5, 3:5 i 1:4, respectivament (4:4,977, 3:4,97 i 1:4,13) i d, e, f, g i h es troben prop d'una relació de període 2:3:4:7:11 (2:3,078:4,182:7,051:11,102; també 7:11,021). f, g i h també estan a prop d'una proporció de període 3:5:8 (3:5,058:7,964).Rellevant per a sistemes com aquest i el de Kepler-36, els càlculs suggereixen que la presència d'un planeta gegant exterior de gas facilita la formació de ressonàncies molt compactes entre súper-Terres internes.